# Riverside (Wyoming)
Riverside és una població dels Estats Units a l'estat de Wyoming. Segons el cens del 2000 tenia 59 habitants.

## Demografia
Segons el cens del 2000, Riverside tenia 59 habitants, 28 habitatges, i 21 famílies. La densitat de població era de 87,6 habitants/km².
Dels 28 habitatges en un 10,7% hi vivien nens de menys de 18 anys, en un 71,4% hi vivien parelles casades, en un 0% dones solteres, i en un 25% no eren unitats familiars. En el 21,4% dels habitatges hi vivien persones soles el 7,1% de les quals corresponia a persones de 65 anys o més que vivien soles. El nombre mitjà de persones vivint en cada habitatge era de 2,11 i el nombre mitjà de persones que vivien en cada família era de 2,33.
Per edats la població es repartia de la següent manera: un 11,9% tenia menys de 18 anys, un 3,4% entre 18 i 24, un 18,6% entre 25 i 44, un 44,1% de 45 a 60 i un 22% 65 anys o més.
L'edat mediana era de 50 anys. Per cada 100 dones de 18 o més anys hi havia 126,1 homes.
La renda mediana per habitatge era de 48.125 $ i la renda mediana per família de 55.000 $. Els homes tenien una renda mediana de 23.750 $ mentre que les dones 25.417 $. La renda per capita de la població era de 40.276 $. Cap de les famílies estaven per davall del llindar de pobresa.

## Poblacions més properes
El següent diagrama mostra les poblacions més properes.